# Biểu tình Maroc 2011–2012
Biểu tình Maroc 2011 là hàng loạt các cuộc biểu tình diễn ra tại Maroc, bắt đầu từ ngày 20 tháng 2 năm 2011 và chịu ảnh hưởng từ các cuộc biểu tình khác trong khu vực.